# Ricardo Alarcón de Quesada
Ricardo Alarcón de Quesada (La Habana, 21 de mayo de 1937-La Habana, 30 de abril de 2022) fue un escritor, diplomático y político cubano, doctor en Filosofía y Letras. Entre 1993 y 2013 fue presidente de la Asamblea Nacional del Poder Popular de Cuba, máximo órgano legislativo del país. Miembro del Buró Político del Partido Comunista de Cuba desde 1980 hasta su remoción en julio de 2013.
Fue una de las principales figuras de la política y la diplomacia cubana siendo ministro de Relaciones Exteriores entre 1992 y 1993, Presidente del Consejo de Seguridad de las Naciones Unidas en febrero de 1990 y julio de 1991, fue además Vicepresidente de la Asamblea General de las Naciones Unidas así como Presidente del Consejo de Administración del Programa de Naciones Unidas para el Desarrollo (PNUD).

## Juventud y primera etapa política
Ingresó en la Universidad de La Habana en 1954 e integró la dirección de la Federación Estudiantil Universitaria (FEU), participando en la mayoría de los actos de protesta organizados contra la dictadura de Fulgencio Batista. Se incorporó al Movimiento 26 de Julio, y posteriormente al Directorio Revolucionario 13 de marzo, en 1955 y fue organizador del Aparato Estudiantil de las Brigadas Juveniles de este movimiento revolucionario. Electo vicepresidente de la FEU en 1959, fue presidente de esta organización de 1961 a 1962. 

## Figura política de la Revolución cubana
Tras el triunfo de la Revolución cubana y tras culminar en sus funciones como presidente de la FEU, fue designado en 1962 como director de América del Ministerio de Relaciones Exteriores (MINREX) de Cuba así como embajador representante permanente de Cuba ante la ONU entre 1966 y 1978. Durante su etapa como máximo representante cubano ante la ONU fue además vicepresidente de la Asamblea General de la ONU, presidente del consejo de administración del Programa de las Naciones Unidas para el Desarrollo (PNUD) y vicepresidente del Comité de Naciones Unidas sobre el ejercicio de los derechos inalienables del pueblo Palestino.
Designado Viceministro Primero del Ministerio de Relaciones Exteriores en 1978, representó a Cuba como Presidente del Consejo de Seguridad en febrero de 1990 y julio de 1991. En 1992, sucedió a Isidoro Malmierca como ministro de Relaciones Exteriores de Cuba.

### Presidente de la Asamblea Nacional
El 24 de febrero de 1993, tras la instalación de la IV Legislatura, fue elegido Presidente de la Asamblea Nacional del Poder Popular, máxima entidad legislativa de Cuba y convirtiéndose en una de las figuras más poderosas del país. Fue reelegido como presidente del Parlamento cubano en 1998, 2003 y 2008.
En 1994 encabezó un equipo de otros cinco altos funcionarios, que, en representación del Gobierno cubano, negoció con las autoridades de los Estados Unidos que puso fin a la llamada "crisis de los balseros" y estableció un nuevo acuerdo migratorio entre ambos países. Lideró, durante varios años, la campaña a favor de la liberación de los cinco cubanos presos en los Estados Unidos detenidos tras infiltrarse en organizaciones anticastristas residentes en el sur de la Florida. 
El 24 de febrero de 2013 fue sucedido por Esteban Lazo como Presidente de la Asamblea Nacional del Poder Popular. Seis meses después, en julio de 2013, fue relevado de sus funciones como miembro del Buró Político del Partido Comunista, la máxima instancia política del país, y del cual era miembro desde 1980.
| Predecesor: Isidoro Malmierca Peoli | Ministro de Relaciones Exteriores de Cuba 1992-1993                    | Sucesor: Roberto Robaina González |
| Predecesor: Juan Escalona Reguera   | Presidente de la Asamblea Nacional del Poder Popular de Cuba 1993-2013 | Sucesor: Esteban Lazo Hernández   |